# Nado sincronizado no Campeonato Europeu de Esportes Aquáticos de 2014 - Rotina equipe
A prova de rotina por equipe do nado sincronizado no Campeonato Europeu de Esportes Aquáticos de 2014 foi realizada entre os dias 13 e 16 de agosto em Berlim, na Alemanha. 

## Calendário
| Fase    | Data         | Hora  |
| ------- | ------------ | ----- |
| Técnica | 13 de agosto | 19:00 |
| Livre   | 14 de agosto | 18:00 |
| Final   | 16 de agosto | 18:00 |

Todos os horários estão no horário local (UTC+1)

## Medalhistas
| Ouro | Prata | Bronze |
| Rússia · Vlada Chigireva · Svetlana Kolesnichenko · Anisya Olkhova · Elena Prokofyeva · Alla Shishkina · Maria Shurochkina · Gelena Topilina · Darina Valitova · Liliia Nizamova (reserva) · Mikhaela Kalancha (reserva) | Ucrânia · Lolita Ananasova · Olena Grechykhina · Olga Kondrashova · Oleksandra Sabada · Kateryna Sadurska · Anastasiya Savchuk · Kseniya Sydorenko · Anna Voloshyna · Oleksandra Kashuba (reserva) · Dana-Mariia Klymenko (reserva) · Kateryna Reznik (reserva) · Olha Zolotarova (reserva) | Espanha · Clara Basiana · Alba María Cabello · Ona Carbonell · Margalida Crespí · Sara Levy · Meritxell Mas · Cristina Salvador · Paula Klamburg · Clara Camacho (reserva) · Cecilia Jiménez (reserva) |

## Resultados
Esses foram os resultados da competição.
| Pos.              | Nacionalidade | Técnica | Técnica | Livre   | Livre | Preliminar | Preliminar | Final   | Final |
| Pos.              | Nacionalidade | Pontos  | Pos.    | Pontos  | Pos.  | Pontos     | Pos.       | Pontos  | Pos.  |
| ----------------- | ------------- | ------- | ------- | ------- | ----- | ---------- | ---------- | ------- | ----- |
| Medalha de ouro   | Rússia        | 92.9268 | 1       | 96.0333 | 1     | 188.9601   | 1          | 96.8333 | 1     |
| Medalha de prata  | Ucrânia       | 90.0817 | 2       | 92.7000 | 2     | 182.7817   | 2          | 94.0667 | 2     |
| Medalha de bronze | Espanha       | 90.0133 | 3       | 91.7667 | 3     | 181.7800   | 3          | 92.4667 | 3     |
| 4                 | Itália        | 86.1961 | 4       | 88.9333 | 4     | 175.1294   | 4          | 89.8000 | 4     |
| 5                 | França        | 83.2994 | 5       | 85.9000 | 5     | 169.1994   | 5          | 86.5667 | 5     |
| 6                 | Grécia        | 81.1539 | 6       | 83.9667 | 6     | 165.1206   | 6          | 84.8333 | 6     |
| 7                 | Bielorrússia  | 78.3729 | 7       | 81.2333 | 7     | 159.6062   | 7          | 82.7667 | 7     |
| 8                 | Suíça         | 76.9543 | 8       | 79.4667 | 8     | 156.4210   | 8          | 80.0333 | 8     |
| 9                 | Alemanha      | 74.5083 | 9       | 77.1000 | 9     | 151.6083   | 9          | 78.5333 | 9     |
| 10                | Reino Unido   | 72.7617 | 10      | 75.3333 | 10    | 148.0950   | 10         | 75.9667 | 10    |
| 11                | Hungria       | 72.5726 | 11      | 73.1000 | 11    | 145.6726   | 11         | 73.0333 | 11    |
| 12                | Turquia       | 70.2608 | 12      | 71.5333 | 12    | 141.7941   | 12         | 72.9000 | 12    |